# Oscar al millor documental
L'Oscar al millor documental (en anglès Academy Award for Documentary Feature) és un premi cinematogràfic estatunidenc atorgat cada any, des de 1942 per l'Acadèmia de les Arts i les Ciències Cinematogràfiques, la qual atorga igualment tots els altres Oscars.

## Guanyadors i nominats
Seguint les normes de l'Acadèmia, les pel·lícules són a la llista sota l'any que han estat seleccionades. A la pràctica, degut a la naturalesa de la distribució dels documentals, una pel·lícula pot sortir en diferents anys, algunes vegades anys després de completar la producció. Els llorejats són indicats al capdavant de cada categoria i en negreta.

### Dècada de 1940
| 1942 | The Battle of Midway                                              | John Ford                     |
| 1942 | Kokoda Front Line                                                 | Ken G. Hall                   |
| 1942 | La derrota de les tropes feixistes alemanyes als afores de Moscou | Leonid Varlàmov, Ilià Kopalin |
| 1942 | Prelude to War                                                    | Frank Capra, Anatole Litvak   |
| 1942 | Africa, Prelude to Victory                                        |                               |
| 1942 | Combat Report                                                     |                               |
| 1942 | Conquer by the Clock                                              |                               |
| 1942 | The Grain That Built a Hemisphere                                 |                               |
| 1942 | Henry Browne, Farmer                                              |                               |
| 1942 | High Over the Borders                                             |                               |
| 1942 | High Stakes in the East                                           |                               |
| 1942 | Inside Fighting China                                             |                               |
| 1942 | It's Everybody's War                                              |                               |
| 1942 | Listen to Britain                                                 |                               |
| 1942 | Little Belgium                                                    |                               |
| 1942 | Little Isles of Freedom                                           |                               |
| 1942 | Mr. Blabbermouth!                                                 |                               |
| 1942 | Mister Gardenia Jones                                             |                               |
| 1942 | The New Spirit                                                    |                               |
| 1942 | The Price of Victory                                              |                               |
| 1942 | A Ship Is Born                                                    |                               |
| 1942 | Twenty-One Miles                                                  |                               |
| 1942 | We Refuse to Die                                                  |                               |
| 1942 | The White Eagle                                                   |                               |
| 1942 | Winning Your Wings                                                |                               |
| La categoria es va separar en dues per llargmetratges i curtmetratges. A continuació es relacionen només els llarmetratges. |                                                                   |                               |
| 1943 | Desert Victory                                                    | Roy Boulting                  |
| 1943 | Baptism of Fire                                                   |                               |
| 1943 | The Battle of Russia                                              | Frank Capra, Anatole Litvak   |
| 1943 | Report from the Aleutians                                         | John Huston                   |
| 1943 | War Department Report                                             | Oliver Lundquist              |
| 1944 | The Fighting Lady                                                 | Edward Steichen               |
| 1944 | Resisting Enemy Interrogation                                     | Bernard Vorhaus               |
| 1945 | The True Glory                                                    | Garson Kanin, Carol Reed      |
| 1945 | The Last Bomb                                                     | Frank Lloyd                   |
| 1946 | Premi no atorgat                                                  | Premi no atorgat              |
| 1947 | Design for Death                                                  | Richard Fleischer             |
| 1947 | Journey Into Medicine                                             | Willard Van Dyke              |
| 1947 | The World Is Rich                                                 | Paul Rotha                    |
| 1948 | The Secret Land                                                   |                               |
| 1948 | The Quiet One                                                     | Sidney Meyers                 |
| 1949 | Daybreak in Udi                                                   | Terry Bishop                  |
| 1949 | Kenji Comes Home                                                  | Charles F. Schwep             |

### Dècada de 1950
| Any  | Pel·lícula                       | Director/s                                      |
| ---- | -------------------------------- | ----------------------------------------------- |
| 1950 | The Titan: Story of Michelangelo | Robert J. Flaherty, Richard Lyford, Curt Oertel |
| 1950 | With These Hands                 | Jack Arnold                                     |
| 1951 | Kon-Tiki                         | Thor Heyerdahl                                  |
| 1951 | I Was a Communist for the FBI    | Gordon Douglas                                  |
| 1952 | The Sea Around Us                | Irwin Allen                                     |
| 1952 | The Hoaxters                     | Herman Hoffman, Dore Schary                     |
| 1952 | Navajo                           | Norman Foster                                   |
| 1953 | The Living Desert                | James Algar                                     |
| 1953 | The Conquest of Everest          | George Lowe                                     |
| 1953 | A Queen Is Crowned               | Michael Waldman                                 |
| 1954 | The Vanishing Prairie            | James Algar                                     |
| 1954 | The Stratford Adventure          | Morten Parker                                   |
| 1955 | Helen Keller in Her Story        | Nancy Hamilton                                  |
| 1955 | Crèvecoeur                       | Jacques Dupont                                  |
| 1956 | The Silent World                 | Jacques-Yves Cousteau, Louis Malle              |
| 1956 | Hvor bjergene sejler             | Bjarne Henning-Jensen                           |
| 1956 | The Naked Eye                    | Louis Clyde Stoumen                             |
| 1957 | Albert Schweitzer                | Jerome Hill                                     |
| 1957 | On the Bowery                    | Lionel Rogosin                                  |
| 1957 | Torero                           | arlos Velo                                      |
| 1958 | White Wilderness                 | James Algar                                     |
| 1958 | Antarctic Crossing               | George Lowe                                     |
| 1958 | The Hidden World                 | Robert Snyder                                   |
| 1958 | Psychiatric Nursing              | Lee R. Bobker                                   |
| 1959 | Serengeti Shall Not Die          | Bernhard Grzimek                                |
| 1959 | The Race for Space               | David L. Wolper                                 |

### Dècada de 1960
| Any  | Pel·lícula                                     | Director/s                                           |
| ---- | ---------------------------------------------- | ---------------------------------------------------- |
| 1960 | The Horse with the Flying Tail                 | Larry Lansburgh                                      |
| 1960 | Rebel in Paradise                              | Robert D. Fraser                                     |
| 1961 | Le Ciel et la Boue                             | Pierre-Dominique Gaisseau                            |
| 1961 | La grande olimpiade                            | Romolo Marcellini                                    |
| 1962 | Black Fox: The Rise and Fall of Adolf Hitler   | Louis Clyde Stoumen                                  |
| 1962 | Alvorada                                       | Hugo Niebeling                                       |
| 1963 | Robert Frost: A Lover's Quarrel With the World | Shirley Clarke                                       |
| 1963 | Le Maillon et la Chaîne                        | Jacques Ertaud, Bernard Gorki                        |
| 1963 | The Yanks Are Coming                           | Marshall Flaum                                       |
| 1964 | Le Monde sans soleil                           | Jacques-Yves Cousteau                                |
| 1964 | 14-18                                          | Jean Aurel                                           |
| 1964 | Alleman                                        | Bert Haanstra                                        |
| 1964 | The Finest Hours                               | Peter Baylis                                         |
| 1964 | Four Days in November                          | Mel Stuart                                           |
| 1965 | The Eleanor Roosevelt Story                    | Richard Kaplan                                       |
| 1965 | The Battle of the Bulge... The Brave Rifles    | Laurence E. Mascott                                  |
| 1965 | The Forth Road Bridge                          | Gordon Lang                                          |
| 1965 | Let My People Go: The Story of Israel          | Marshall Flaum                                       |
| 1965 | Mourir à Madrid                                | Frédéric Rossif                                      |
| 1966 | The War Game                                   | Peter Watkins                                        |
| 1966 | The Face of a Genius                           | Alfred R. Kelman                                     |
| 1966 | Helicopter Canada                              | Peter Jones, Tom Daly                                |
| 1966 | The Really Big Family                          | Alex Grasshoff                                       |
| 1966 | Le Volcan interdit                             | Haroun Tazieff                                       |
| 1967 | The Anderson Platoon                           | Pierre Schoendoerffer                                |
| 1967 | Festival                                       | Murray Lerner                                        |
| 1967 | Harvest                                        | Carroll Ballard                                      |
| 1967 | A King's Story                                 | Jack Le Vien                                         |
| 1967 | A Time for Burning                             | William C. Jersey                                    |
| 1968 | Journey into Self A                            | Bill McGaw                                           |
| 1968 | A Few Notes on Our Food Problem                | James Blue                                           |
| 1968 | Legendary Champions                            | William Cayton                                       |
| 1968 | Other Voices                                   | David H. Sawyer                                      |
| 1969 | Arthur Rubinstein – The Love of Life           | Bernard Chevry                                       |
| 1969 | Before the Mountain Was Moved                  | Robert K. Sharpe                                     |
| 1969 | In the Year of the Pig                         | Emile de Antonio                                     |
| 1969 | The Olympics in Mexico                         | Comité Organizador de los Juegos de la XIX Olimpiada |
| 1969 | The Wolf Men                                   | Irwin Rosten                                         |

### Dècada de 1970
| Any  | Pel·lícula                                                      | Director/s                                  |
| ---- | --------------------------------------------------------------- | ------------------------------------------- |
| 1970 | Woodstock                                                       | Michael Wadleigh                            |
| 1970 | Erinnerungen an die Zukunft                                     | Harald Reinl                                |
| 1970 | Jack Johnson                                                    | Jimmy Jacobs                                |
| 1970 | King: A Filmed Record... Montgomery to Memphis                  | Sidney Lumet                                |
| 1970 | Say Goodbye                                                     | David H. Vowell                             |
| 1971 | The Hellstrom Chronicle                                         | Ed Spiegel, Walon Green                     |
| 1971 | Alaska Wilderness Lake                                          | Alan Landsburg                              |
| 1971 | Le Chagrin et la Pitié                                          | Marcel Ophüls                               |
| 1971 | On Any Sunday                                                   | Bruce Brown                                 |
| 1971 | Ra                                                              | Lennart Ehrenborg, Thor Heyerdahl           |
| 1972 | Marjoe                                                          | Howard Smith, Sarah Kernochan               |
| 1972 | Bij de beesten af                                               | Bert Haanstra                               |
| 1972 | Malcolm X                                                       | Arnold Perl                                 |
| 1972 | Manson                                                          | Robert Hendrickson, Laurence Merrick        |
| 1972 | The Silent Revolution                                           | Eckehard Munck                              |
| 1973 | The Great American Cowboy                                       | Kieth Merrill                               |
| 1973 | Always a New Beginning                                          | John D. Goodell                             |
| 1973 | Journey to the Outer Limits                                     | Alexander Grasshoff                         |
| 1973 | Schlacht um Berlin                                              | Franz Baake, Jost von Morr                  |
| 1973 | Walls of Fire                                                   | Herbert Kline, Edmund Penney                |
| 1974 | Hearts and Minds                                                | Peter Davis                                 |
| 1974 | Antonia: A Portrait of the Woman                                | Judy Collins, Jill Godmilow                 |
| 1974 | The Challenge... A Tribute to Modern Art                        | Herbert Kline                               |
| 1974 | The 81st Blow                                                   | David Bergman, Jacques Ehrlich, Haim Gouri  |
| 1974 | The Wild and the Brave                                          | Eugene S. Jones                             |
| 1975 | The Man Who Skied Down Everest                                  | Bruce Nyznik, Lawrence Schiller             |
| 1975 | The California Reich                                            | Keith F. Critchlow, Walter F. Parkes        |
| 1975 | Fighting for Our Lives                                          | Glen Pearcy                                 |
| 1975 | Man: The Incredible Machine                                     | Irwin Rosten, Ed Spiegel                    |
| 1975 | The Other Half of the Sky: A China Memoir                       | Shirley MacLaine, Claudia Weill             |
| 1976 | Harlan County, USA                                              | Barbara Kopple                              |
| 1976 | Hollywood on Trial                                              | David Helpern                               |
| 1976 | Off the Edge                                                    | Michael Firth                               |
| 1976 | People of the Wind                                              | Anthony Howarth, David Koff                 |
| 1976 | Volcano: An Inquiry Into the Life and Death of Malcolm Lowry    | Donald Brittain, John Kramer                |
| 1977 | Who Are the DeBolts? And Where Did They Get Nineteen Kids?      | John Korty                                  |
| 1977 | The Children of Theatre Street                                  | Robert Dornhelm, Earle Mack                 |
| 1977 | High Grass Circus                                               | Torben Schioler, Tony Ianzelo               |
| 1977 | Homage to Chagall: The Colours of Love                          | Harry Rasky                                 |
| 1977 | Union Maids                                                     | Jim Klein, Miles Mogulescu, Julia Reichert  |
| 1978 | Scared Straight!                                                | Arnold Shapiro                              |
| 1978 | Mysterious Castles of Clay                                      | Joan Root, Alan Root                        |
| 1978 | Raoni                                                           | Jean-Pierre Dutilleux, Luiz Carlos Saldanha |
| 1978 | Le vent des amoureux                                            | Albert Lamorisse                            |
| 1978 | With Babies and Banners: Story of the Women's Emergency Brigade | Lorraine Gray                               |
| 1979 | Best Boy                                                        | Ira Wohl                                    |
| 1979 | Generation on the Wind                                          | David Vassar                                |
| 1979 | Going the Distance                                              | Paul Cowan                                  |
| 1979 | The Killing Ground                                              | Steve Singer, Tom Priestley                 |
| 1979 | The War at Home                                                 | Glenn Silber                                |

### Dècada de 1980
| Any  | Pel·lícula                                                             | Director/s                                        |
| ---- | ---------------------------------------------------------------------- | ------------------------------------------------- |
| 1980 | From Mao to Mozart: Isaac Stern in China                               | Murray Lerner                                     |
| 1980 | Agee                                                                   | Ross Spears                                       |
| 1980 | The Day After Trinity                                                  | Jon H. Else                                       |
| 1980 | Front Line                                                             | David Bradbury                                    |
| 1980 | Der gelbe Stern – Die Judenverfolgung 1933–1945                        | Dieter Hildebrandt                                |
| 1981 | Genocide                                                               | Arnold Schwartzman                                |
| 1981 | Against Wind and Tide: A Cuban Odyssey                                 | John Brousek                                      |
| 1981 | Brooklyn Bridge                                                        | Ken Burns                                         |
| 1981 | Eight Minutes to Midnight: A Portrait of Dr. Helen Caldicott           | Mary Benjamin                                     |
| 1981 | El Salvador: Another Vietnam                                           | Glenn Silber, Teté Vasconcellos                   |
| 1982 | Just Another Missing Kid                                               | John Zaritsky                                     |
| 1982 | A Portrait of Giselle                                                  | Muriel Balash                                     |
| 1982 | After the Axe                                                          | Sturla Gunnarsson                                 |
| 1982 | Ben's Mill                                                             | Michel Chalufour, John Karol                      |
| 1982 | In Our Water                                                           | Meg Switzgable                                    |
| 1983 | He Makes Me Feel Like Dancin'                                          | Emile Ardolino                                    |
| 1983 | Children of Darkness                                                   | Ara Chekmayan, Richard Kotuk                      |
| 1983 | First Contact                                                          | Robin Anderson, Bob Connolly                      |
| 1983 | The Profession of Arms                                                 | Michael Bryans, Tina Viljoen                      |
| 1983 | Seeing Red                                                             | Jim Klein, Julia Reichert                         |
| 1984 | The Times of Harvey Milk                                               | Robert Epstein, Richard Schmiechen                |
| 1984 | High Schools                                                           | Charles Guggenheim                                |
| 1984 | In the Name of the People                                              | Frank Christopher                                 |
| 1984 | Marlene                                                                | Maximilian Schell                                 |
| 1984 | Streetwise                                                             | Martin Bell                                       |
| 1985 | Broken Rainbow                                                         | Maria Florio, Victoria Mudd                       |
| 1985 | Las Madres de la Plaza de Mayo                                         | Susana Blaustein Muñoz, Lourdes Portillo          |
| 1985 | Soldiers in Hiding                                                     | Malcolm Clarke                                    |
| 1985 | The Statue of Liberty                                                  | Ken Burns                                         |
| 1985 | Unfinished Business                                                    | Steven Okazaki                                    |
| 1986 | Artie Shaw: Time Is All You've Got                                     | Brigitte Berman                                   |
| 1986 | Down and Out in America                                                | Lee Grant                                         |
| 1986 | Chile: Hasta Cuando?                                                   | David Bradbury                                    |
| 1986 | Isaac in America: A Journey with Isaac Bashevis Singer                 | Amram Nowak                                       |
| 1986 | Witness to Apartheid                                                   | Sharon I. Sopher                                  |
| 1987 | The Ten-Year Lunch: The Wit and Legend of the Algonquin Round Table    | Aviva Slesin                                      |
| 1987 | Eyes on the Prize: America's Civil Rights Years/Bridge to Freedom 1965 | Henry Hampton                                     |
| 1987 | Hellfire: A Journey from Hiroshima                                     | Michael Camerini, John Junkerman, James MacDonald |
| 1987 | Radio Bikini                                                           | Robert Stone                                      |
| 1987 | A Stitch for Time                                                      | Nigel Noble                                       |
| 1988 | Hôtel Terminus: The Life and Times of Klaus Barbie                     | Marcel Ophüls                                     |
| 1988 | The Cry of Reason: Beyers Naude – An Afrikaner Speaks Out              | Robert Bilheimer                                  |
| 1988 | Let's Get Lost                                                         | Bruce Weber                                       |
| 1988 | Promises to Keep                                                       | Ginny Durrin                                      |
| 1988 | Who Killed Vincent Chin?                                               | Christine Choy, Renee Tajima-Peña                 |
| 1989 | Common Threads: Stories from the Quilt                                 | Rob Epstein, Jeffrey Friedman                     |
| 1989 | Adam Clayton Powell                                                    | Richard Kilberg                                   |
| 1989 | Crack USA: County Under Siege                                          | Vince DiPersio, Bill Guttentag                    |
| 1989 | For All Mankind                                                        | Al Reinert                                        |
| 1989 | Super Chief: The Life and Legacy of Earl Warren                        | Bill Jersey, Judith Leonard                       |

### Dècada de 1990
| Any  | Pel·lícula                                                                  | Director/s                                 |
| ---- | --------------------------------------------------------------------------- | ------------------------------------------ |
| 1990 | American Dream                                                              | Barbara Kopple                             |
| 1990 | Berkeley in the Sixties                                                     | Mark Kitchell                              |
| 1990 | Building Bombs                                                              | Mark Mori, Susan J. Robinson               |
| 1990 | Forever Activists: Stories from the Veterans of the Abraham Lincoln Brigade | Connie Field, Judith Montell               |
| 1990 | Waldo Salt: A Screenwriter's Journey                                        | Eugene Corr, Robert Hillmann               |
| 1991 | In the Shadow of the Stars                                                  | Allie Light, Irving Saraf                  |
| 1991 | Death on the Job                                                            | Vince DiPersio, Bill Guttentag             |
| 1991 | Doing Time: Life Inside the Big House                                       | Alan Raymond                               |
| 1991 | The Restless Conscience: Resistance to Hitler Within Germany 1933–1945      | Hava Kohav Beller                          |
| 1991 | Wild by Law                                                                 | Lawrence Hott, Diane Garey                 |
| 1992 | The Panama Deception                                                        | Barbara Trent                              |
| 1992 | Changing Our Minds: The Story of Dr. Evelyn Hooker                          | Richard Schmiechen                         |
| 1992 | Fires of Kuwait                                                             | David Douglas                              |
| 1992 | Liberators: Fighting on Two Fronts in World War II                          | William Miles, Nina Rosenblum              |
| 1992 | Music for the Movies: Bernard Herrmann                                      | Joshua Waletzky                            |
| 1993 | I Am a Promise: The Children of Stanton Elementary School                   | Susan Raymond                              |
| 1993 | The Broadcast Tapes of Dr. Peter                                            | Arthur Ginsberg, David Paperny             |
| 1993 | Children of Fate                                                            | Andrew Young, Susan Todd                   |
| 1993 | For Better or For Worse                                                     | David Collier, Betsy Thompson              |
| 1993 | The War Room                                                                | Chris Hegedus, D. A. Pennebaker            |
| 1994 | Maya Lin: A Strong Clear Vision                                             | Freida Lee Mock                            |
| 1994 | Complaints of a Dutiful Daughter                                            | Deborah Hoffmann                           |
| 1994 | D-Day Remembered                                                            | Charles Guggenheim                         |
| 1994 | Freedom on My Mind                                                          | Connie Field, Marilyn Mulford              |
| 1994 | A Great Day in Harlem                                                       | Jean Bach                                  |
| 1995 | Anne Frank Remembered                                                       | Jon Blair                                  |
| 1995 | The Battle Over Citizen Kane                                                | Michael Epstein, Thomas Lennon             |
| 1995 | Hank Aaron: Chasing the Dream                                               | Michael Tollin                             |
| 1995 | Small Wonders                                                               | Allan Miller                               |
| 1995 | Troublesome Creek: A Midwestern                                             | Steven Ascher, Jeanne Jordan               |
| 1996 | When We Were Kings                                                          | Leon Gast                                  |
| 1996 | The Line King: The Al Hirschfeld Story                                      | Susan Warms Dryfoos                        |
| 1996 | Mandela                                                                     | Angus Gibson, Jo Menell                    |
| 1996 | Suzanne Farrell: Elusive Muse                                               | Anne Belle, Deborah Dickson                |
| 1996 | Tell the Truth and Run: George Seldes and the American Press                | Rick Goldsmith                             |
| 1997 | The Long Way Home                                                           | Mark Jonathan Harris                       |
| 1997 | Ayn Rand: A Sense of Life                                                   | Michael Paxton                             |
| 1997 | Colors Straight Up                                                          | Michèle Ohayon                             |
| 1997 | 4 Little Girls                                                              | Spike Lee                                  |
| 1997 | Waco: The Rules of Engagement                                               | William Gazecki                            |
| 1998 | The Last Days                                                               | James Moll                                 |
| 1998 | The Dancemaker                                                              | Matthew Diamond                            |
| 1998 | The Farm: Angola, U.S.A.                                                    | Liz Garbus, Wilbert Rideau, Jonathan Stack |
| 1998 | Lenny Bruce: Swear to Tell the Truth                                        | Robert B. Weide                            |
| 1998 | Regret to Inform                                                            | Barbara Sonneborn                          |
| 1999 | One Day in September                                                        | Kevin Macdonald                            |
| 1999 | Buena Vista Social Club                                                     | Wim Wenders                                |
| 1999 | Genghis Blues                                                               | Roko Belic                                 |
| 1999 | On the Ropes                                                                | Nanette Burstein, Brett Morgen             |
| 1999 | Speaking in Strings                                                         | Paola di Florio                            |

### Dècada de 2000
| Any  | Pel·lícula                                                                 | Director/s                                |
| ---- | -------------------------------------------------------------------------- | ----------------------------------------- |
| 2000 | Into the Arms of Strangers: Stories of the Kindertransport                 | Mark Jonathan Harris, Deborah Oppenheimer |
| 2000 | Legacy                                                                     | Tod Lending                               |
| 2000 | Long Night's Journey into Day                                              | Deborah Hoffmann, Frances Reid            |
| 2000 | Scottsboro: An American Tragedy                                            | Daniel Anker, Barak Goodman               |
| 2000 | Sound and Fury                                                             | Josh Aronson, Roger Weisberg              |
| 2001 | Un coupable idéal                                                          | Jean-Xavier de Lestrade, Denis Poncet     |
| 2001 | Children Underground                                                       | Edet Belzberg                             |
| 2001 | LaLee's Kin: The Legacy of Cotton                                          | Deborah Dickson, Susan Frömke             |
| 2001 | Promises                                                                   | B.Z. Goldberg, Justine Shapiro            |
| 2001 | War Photographer                                                           | Christian Frei                            |
| 2002 | Bowling for Columbine                                                      | Michael Donovan, Michael Moore            |
| 2002 | Daughter from Danang                                                       | Gail Dolgin, Vicente Franco               |
| 2002 | Prisoner of Paradise                                                       | Malcolm Clarke, Stuart Sender             |
| 2002 | Spellbound                                                                 | Jeffrey Blitz, Sean Welch                 |
| 2002 | Le Peuple migrateur                                                        | Jacques Perrin                            |
| 2003 | The Fog of War                                                             | Errol Morris, Michael Williams            |
| 2003 | Balseros                                                                   | Carlos Bosch, Josep Maria Domenech        |
| 2003 | Capturant els Friedman                                                     | Andrew Jarecki, Marc Smerling             |
| 2003 | My Architect                                                               | Nathaniel Kahn, Susan R. Behr             |
| 2003 | The Weather Underground                                                    | Sam Green, Bill Siegel                    |
| 2004 | Born into Brothels                                                         | Ross Kauffman, Zana Briski                |
| 2004 | La història del camell que plora                                           | Byambasuren Davaa, Luigi Falorni          |
| 2004 | Super Size Me                                                              | Morgan Spurlock                           |
| 2004 | Tupac: Resurrection                                                        | Karolyn Ali, Lauren Lazin                 |
| 2004 | Twist of Faith                                                             | Kirby Dick, Eddie Schmidt                 |
| 2005 | El viatge de l'emperador                                                   | Luc Jacquet                               |
| 2005 | El malson de Darwin                                                        | Hubert Sauper                             |
| 2005 | Enron: The Smartest Guys in the Room                                       | Alex Gibney, Jason Kliot                  |
| 2005 | Murderball                                                                 | Henry Alex Rubin, Dana Adam Shapiro       |
| 2005 | Street Fight                                                               | Marshall Curry                            |
| 2006 | An Inconvenient Truth                                                      | Davis Guggenheim                          |
| 2006 | Deliver Us from Evil                                                       | Amy Berg, Frank Donner                    |
| 2006 | Iraq in Fragments                                                          | James Longley, Yahya Sinno                |
| 2006 | Jesus Camp                                                                 | Heidi Ewing, Rachel Grady                 |
| 2006 | My Country, My Country                                                     | Jocelyn Glatzer, Laura Poitras            |
| 2007 | Taxi to the Dark Side                                                      | Alex Gibney, Eva Orner                    |
| 2007 | No End in Sight                                                            | Charles Ferguson, Audrey Marrs            |
| 2007 | Operation Homecoming: Writing the Wartime Experience                       | Richard Robbins                           |
| 2007 | SiCKO                                                                      | Michael Moore, Meghan O'Hara              |
| 2007 | War/Dance                                                                  | Sean Fine, Andrea Nix                     |
| 2008 | Man on Wire                                                                | Simon Chinn, James Marsh                  |
| 2008 | Nerakhoon (The Betrayal)                                                   | Ellen Kuras, Thavisouk Phrasavath         |
| 2008 | Encounters at the End of the World                                         | Werner Herzog, Henry Kaiser               |
| 2008 | The Garden                                                                 | Scott Hamilton Kennedy                    |
| 2008 | Trouble the Water                                                          | Carl Deal, Tia Lessin                     |
| 2009 | The Cove                                                                   | Louie Psihoyos, Fisher Stevens            |
| 2009 | Burma VJ                                                                   | Anders Østergaard, Lise Lense-Møller      |
| 2009 | Food, Inc.                                                                 | Robert Kenner, Elise Pearlstein           |
| 2009 | The Most Dangerous Man in America: Daniel Ellsberg and the Pentagon Papers | Judith Ehrlich, Rick Goldsmith            |
| 2009 | Which Way Home                                                             | Rebecca Cammisa                           |

### Dècada de 2010
| Any  | Pel·lícula                                             | Director/s                                                      |
| ---- | ------------------------------------------------------ | --------------------------------------------------------------- |
| 2010 | Inside Job                                             | Charles H. Ferguson, Audrey Marrs                               |
| 2010 | Exit Through the Gift Shop                             | Banksy, Jaimie D'Cruz                                           |
| 2010 | Gasland                                                | Josh Fox, Trish Adlesic                                         |
| 2010 | Restrepo                                               | Tim Hetherington, Sebastian Junger                              |
| 2010 | Waste Land                                             | Lucy Walker, Angus Aynsley                                      |
| 2011 | Undefeated                                             | T. J. Martin, Daniel Lindsay, Rich Middlemas                    |
| 2011 | Hell and Back Again                                    | Danfung Dennis, Mike Lerner                                     |
| 2011 | If a Tree Falls: A Story of the Earth Liberation Front | Marshall Curry, Sam Cullman                                     |
| 2011 | Paradise Lost 3: Purgatory                             | Joe Berlinger, Bruce Sinofsky                                   |
| 2011 | Pina                                                   | Wim Wenders, Gian-Piero Ringel                                  |
| 2012 | Searching for Sugar Man                                | Malik Bendjelloul, Simon Chinn                                  |
| 2012 | 5 Broken Cameras                                       | Emad Burnat, Guy Davidi                                         |
| 2012 | The Gatekeepers                                        | Dror Moreh, Philippa Kowarsky, Estelle Fialon                   |
| 2012 | How to Survive a Plague                                | David France, Howard Gertler                                    |
| 2012 | The Invisible War                                      | Kirby Dick, Amy Ziering                                         |
| 2013 | 20 Feet from Stardom                                   | Morgan Neville, Gil Friesen, Caitrin Rogers                     |
| 2013 | The Act of Killing                                     | Joshua Oppenheimer, Signe Byrge Sørensen                        |
| 2013 | Cutie and the Boxer                                    | Zachary Heinzerling, Lydia Dean Pilcher                         |
| 2013 | Dirty Wars                                             | Richard Rowley, Jeremy Scahill                                  |
| 2013 | The Square                                             | Jehane Noujaim, Karim Amer                                      |
| 2014 | Citizenfour                                            | Laura Poitras, Mathilde Bonnefoy, Dirk Wilutzky                 |
| 2014 | Finding Vivian Maier                                   | John Maloof, Charlie Siskel                                     |
| 2014 | Last Days in Vietnam                                   | Rory Kennedy, Kevin McAlester                                   |
| 2014 | La sal de la terra                                     | Wim Wenders, Juliano Ribeiro Salgado, David Rosier              |
| 2014 | Virunga                                                | Orlando von Einsiedel, Joanna Natasegara                        |
| 2015 | Amy                                                    | Asif Kapadia, James Gay-Rees                                    |
| 2015 | Cartel Land                                            | Matthew Heineman, Tom Yellin                                    |
| 2015 | The Look of Silence                                    | Joshua Oppenheimer, Signe Byrge Sørensen                        |
| 2015 | What Happened, Miss Simone?                            | Liz Garbus, Amy Hobby, Justin Wilkes                            |
| 2015 | Winter on Fire: Ukraine's Fight for Freedom            | Evgeny Afineevsky, Den Tolmor                                   |
| 2016 | O.J.: Made in America                                  | Ezra Edelman, Caroline Waterlow                                 |
| 2016 | Fire at Sea                                            | Gianfranco Rosi, Donatella Palermo                              |
| 2016 | I Am Not Your Negro                                    | Raoul Peck, Rémi Grellety, Hébert Peck                          |
| 2016 | Life, Animated                                         | Roger Ross Williams, Julie Goldman                              |
| 2016 | 13th                                                   | Ava DuVernay, Spencer Averick, Howard Barish                    |
| 2017 | Icarus                                                 | Bryan Fogel, Dan Cogan                                          |
| 2017 | Abacus: Small Enough to Jail                           | Steve James, Mark Mitten, Julie Goldman                         |
| 2017 | Visages, Villages                                      | Agnès Varda, JR, Rosalie Varda                                  |
| 2017 | Last Men in Aleppo                                     | Feras Fayyad, Kareem Abeed, Søren Steen Jespersen               |
| 2017 | Strong Island                                          | Yance Ford, Joslyn Barnes                                       |
| 2018 | Free Solo                                              | Elizabeth Chai Vasarhelyi, Jimmy Chin, Evan Hayes, Shannon Dill |
| 2018 | Hale County This Morning, This Evening                 | RaMell Ross, Joslyn Barnes, Su Kim                              |
| 2018 | Minding the Gap                                        | Bing Liu, Diane Quon                                            |
| 2018 | Of Fathers and Sons                                    | Talal Derki, Ansgar Frerich, Eva Kemme, Tobias N. Siebert       |
| 2018 | RBG                                                    | Betsy West i Julie Cohen                                        |
| 2019 | American Factory                                       | Steven Bognar, Julia Reichert, Jeff Reichert                    |
| 2019 | The Cave                                               | Feras Fayyad, Kirstine Barfod, Sigrid Dyekjær                   |
| 2019 | The Edge of Democracy                                  | Petra Costa, Joanna Natasegara, Shane Boris, Tiago Pavan        |
| 2019 | For Sama                                               | Waad al-Kateab, Edward Watts                                    |
| 2019 | Honeyland                                              | Ljubomir Stefanov, Tamara Kotevska, Atanas Georgiev             |

### Dècada de 2020
| Any  | Pel·lícula                        | Director/s                                                                               |
| ---- | --------------------------------- | ---------------------------------------------------------------------------------------- |
| 2020 | My Octopus Teacher                | Pippa Ehrlich, James Reed, Craig Foster                                                  |
| 2020 | Colectiv                          | Alexander Nanau, Bianca Oana                                                             |
| 2020 | Crip Camp                         | Nicole Newnham, Jim LeBrecht, Sara Bolder                                                |
| 2020 | El agente topo                    | Maite Alberdi, Marcela Santibáñez                                                        |
| 2020 | Time                              | Garrett Bradley, Lauren Domino, Kellen Quinn                                             |
| 2021 | Summer of Soul                    | Questlove, Joseph Patel, Robert Fyvolent, David Dinerstein                               |
| 2021 | Ascension                         | Jessica Kingdon, Kira Simon-Kennedy, Nathan Truesdell                                    |
| 2021 | Attica                            | Stanley Nelson, Traci A. Curry                                                           |
| 2021 | Flee                              | Jonas Poher Rasmussen, Monica Hellström, Signe Byrge Sørensen, Charlotte De La Gournerie |
| 2021 | Escrivint amb foc                 | Rintu Thomas, Sushmit Ghosh                                                              |
| 2022 | Navalny                           | Daniel Roher, Odessa Rae, Diane Becker, Melanie Miller, Shane Boris                      |
| 2022 | All That Breathes                 | Shaunak Sen, Aman Mann, Teddy Leifer                                                     |
| 2022 | All the Beauty and the Bloodshed  | Laura Poitras, Howard Gertler, John Lyons, Nan Goldin, Yoni Golijov                      |
| 2022 | Fire of Love                      | Sara Dosa, Shane Boris, Ina Fichman                                                      |
| 2022 | A House Made of Splinters         | Simon Lereng Wilmont, Monica Hellström                                                   |
| 2023 | 20 dies a Mariúpol                | Mstyslav Chernov, Michelle Mizner, Raney Aronson-Rath                                    |
| 2023 | Bobi Wine: The People's President | Moses Bwayo, Christopher Sharp, John Battsek                                             |
| 2023 | La memoria infinita               | Maite Alberdi                                                                            |
| 2023 | Les quatre filles                 | Kaouther Ben Hania, Nadim Cheikhrouha                                                    |
| 2023 | To Kill a Tiger                   | Nisha Pahuja, Cornelia Principe, David Oppenheim                                         |

## Controvèrsies
Es podria dir que l'Oscar al millor documental és el més controvertit dels Premis de l'Acadèmia. No es nominen gaires documentals aclamats per la crítica. Els exemples inclouen The Thin Blue Line, Roger & Me, Hoop Dreams, i  Fahrenheit 9/11  (vegeu més avall). La controvèrsia sobre Hoop Dreams va ser suficient per forçar els Premis d'Acadèmia a canviar el seu sistema de votació als documentals.
Les noves normes es debaten des del 2005, amb Grizzly Man, un documental que sortia en el top ten de molts crítics, i que no es nominava, ni tan sols sortia a la llista interna de quinze títols distribuïda internament per l'Acadèmia. L'exclusió de Grizzly Man es revelava més tard com a resultat d'una norma de l'Acadèmia que desqualificava pel·lícules documentals per seqüències d'arxiu. Tanmateix, Grizzly Man incloïa noves entrevistes i altres seqüències filmades exclusivament per a la pel·lícula.
Hi ha debat pel paper que la distribució per televisió hauria de jugar en el procés de selecció. Fahrenheit 9/11, de Michael Moore, en el seu moment era inelegible perquè Moore havia optat per distribuir-la per televisió abans dels votacions del 2004. Al contrari el guanyador de 1982, Just Another Missing Kid, dirigida per John Zaritsky, es va crear editant juntes seqüències que originalment va filmar per a l'espectacle periodístic d'investigació de la TV canadenca The Fifth Estate.